# Matrix (protokol)
Matrix je otevřený protokol pro komunikaci v reálném čase. Je navržen tak, aby umožňoval uživatelům s účty u jednoho poskytovatele komunikačních služeb komunikovat s uživateli jiného poskytovatele prostřednictvím chatu, VoIP a videotelefonie. Cílem je, aby komunikace bezproblémově probíhala v reálném čase mezi poskytovateli služeb obdobně jako u standardního poštovní protokolu SMTP, který se nyní používá pro e-mailové služby. Dlouhodobější vizí je překonat fragmentovanost IP komunikace a umožnit bezpečnou výměnu a synchronizaci informací, která by byla plně pod kontrolovanou uživatelů bez ohledu na použité zařízení, konkrétní službu či jejího poskytovatele.
Z technického hlediska je to komunikační protokol aplikační vrstvy pro federalizovanou komunikaci v reálném čase. Poskytuje API HTTP rozhraní a open source referenční implementaci bezpečného předávání a uchovávání zpráv ve formátu JSON v rámci otevřené federace serverů. Umožňuje integraci se standardními webovými službami prostřednictvím služby WebRTC, což usnadňuje tvorbu aplikací typu prohlížeč-prohlížeč.
Jiné pokusy o definování otevřeného protokolu okamžitého zasílání zpráv nebo multimediálního signálního protokolu tohoto typu měly problémy, zda se stanou široce přijímanými – např. XMPP a IRCv3 – a zdůraznily výzvy, a to jak technologické, tak i politické. Není zřejmé, zda je mezi uživateli dostatek poptávky po službách, které mezi poskytovateli spolupracují.

## Historie
Původní projekt vytvořili Matthew Hodgson a Amandine Le Pape ve společnosti Amdocs a zároveň byl vytvořen chatovací nástroj nazvaný "Amdocs Unified Communications". Amdocs pak financoval většinu vývojových prací od roku 2014 do října 2017. V roce 2015 vznikla její dceřiná společnost "Vector Creations Limited" do níž přešli vývojáři Matrixu.
Matrix získal ocenění za inovaci na konferenci WebRTC 2014 Conference & Expo a ocenění "Best in Show" na WebRTC World v roce 2015.

### Krize financování
V červenci 2017 firma Amdocs oznámila ukončení financování a v následujících týdnech týmové jádro založilo ve Velké Británii firmu "New Vector"  a to především za účelem podpory vývoje Matrixu a Riotu. Během tohoto časového období byly společnosti a komunity, které na platformě Matrix staví, opakovaně vyzvány, aby pomohly uhradit alespoň část mzdy základního týmu. Vznikly crowdfunding účty Patreon a Liberapay a hlavní tým zprovoznil video podcast , nazvaný Matrix "Live", aby udrželi přispěvatele a rychlost dalšího vývoje. To bylo doplněno blogem v týdenním formátu s názvem "This Week in Matrix", kde se zainteresovaní členové komunity mohli přečíst nebo zveřejnit své vlastní zprávy týkající se Matrixu.

### New Vector
Společnost byla založena s cílem nabízet poradenské služby pro Matrix a placené hostování serverů Matrix (jako platformu pod názvem Modular.im) na komerční bázi.
Několik týdnů po vzniku vzniku společnost Matrix a společnost Purism zveřejnily plány na spolupráci při vytváření telefonu Librem 5. Librem 5 byl zamýšlen jako na Matrixu založený telefon, jehož výchozí aplikace pro hovory a zasílání zpráv by používala Matrix pro audio a video hovory i okamžité zprávy.
Koncem ledna 2018 společnost získala investici ve výši 5 milionů dolarů od "stavus"  - na Ethereu založené startupu.
V dubnu 2018 francouzská vláda oznámila plány na vytvoření vlastního nástroje pro zasílání okamžitých zpráv, který, jak později potvrdil tým Matrixu, by byl založen na Riotu a Matrixu. New Vector prohlásil, že tomuto vládnímu úsilí poskytne podporu .

### Nadace Matrix.org
V říjnu 2018 vznikla soukromá společnost s ručením omezeným pod názvem "the Matrix.org foundation" , která slouží jako neutrální právní subjekt pro další rozvoj tohoto standardu.

### Rozšíření
Podle každoročního oznámení
nadace používalo Matrix v roce 2019 denně stovky tisíc francouzských státních úředníků, celkově pak asi 5,5 milionu. Testovací nasazení realizovala německá vláda prostřednictvím Bundeswehru, přirozeně se zvažuje celoevropské využití. Ve stejném roce se do projektu zapojily provozováním vlastních domovských webklientů významné technologické komunity jako KDE (webklient), Mozilla (webklient) nebo Wikimedia (webklient), neboť veřejný domovský webklient matrix.org bývá se svými zhruba 4 miliony uživatelů poněkud přetížen.

## Protokol
Matrix cílí na případy jako VoIP, IoT a IM, včetně skupinové komunikace, spolu s dlouhodobým cílem stát se obecným systémem pro zasílání zpráv a synchronizaci dat pro web. Protokol podporuje zabezpečení a replikaci, uchování úplné historie konverzace bez centrálního kontrolního bodu a tím i zranitelnosti. Stávající komunikační služby se do ekosystému Matrix mohou integrovat.
Klientský software je k dispozici jako otevřená federace pro IM, VoIP a IoT.
Standard Matrix specifikuje RESTful HTTP API rozhraní pro bezpečný přenos a replikaci JSON dat mezi klienty, servery a službami kompatibilními s Matrix. Klienti odesílají data do "místnosti" na serveru, který následně replikuje data na domovské Matrix servery všech aktuálních členů místnosti. Vlastní data jsou podepsána obdobně jako v gitu, což je chrání před manipulací a federalizovaný provoz je zašifrován protokolem HTTPS a podepisován soukromým klíčem každého serveru, aby se zabránilo podvržení. Replikace sleduje principy sémantické obsahové shody, což umožňuje serverům fungovat i offline nebo po ztrátě dat tím, že znovu synchronizují chybějící historii z jiných zúčastněných serverů.
Knihovna Olm poskytuje volitelné end-to-end šifrování po jednotlivých místnostech pomocí implementace Double Ratchet Algorithm. Tím je zajištěno, že pouze členové místnosti mohou číst uchovaná data. Při této konfiguraci jsou data přenášená v Matrixu dostupná serverům pouze jako zašifrovaný text na a mohou být dešifrovány výhradně autorizovanými členy místnosti. Olm a Megolm (rozšíření olom lépe vyhovující potřebám větších místností) knihovny byly podrobeny kryptografické revizi NCC Group s veřejně dostupnými výsledky adresovánými týmu Matrix. Přezkum sponzoroval Open Technology Fund.

## Uživatelský účet
Strukturou je analogický e-mailovému, ale vždy začíná znakem @, následuje název účtu, : a domovský server. Konkrétně pak @alice:matrix.org představuje uživatelku Alici s domovským serverem matrix.org.
Poznámka: Typický scénář založení účtu je, že si uživatel otevře webového klienta běžícího např. na serveru element.io, který ve výchozím nastavení zakládá účty na matrix.org. Tuto možnost však lze změnit a jako domovský server si zvolit např. mozilla.org, nebo rovnou použít webklienta na chat.mozilla.org, jehož výchozím domovským serverem je nepřekvapivě mozilla.org.

## Přemostění
Matrix podporuje překlad zpráv z jiných chatovacích aplikací do místností Matrixu. Tato přemostění jsou programy, které běží na serveru a komunikují se servery mimo Matrix. Přemostění mohou pracovat v režimu loutky nebo relé, přičemž v prvním případě se osobní uživatelský účet jeví jako odesilatel zpráv, v tom druhém pak zprávy za regulérní účty posílá bot.
Seznam dostupných i připravovaných přemostění je průběžně aktualizován, existují například pro:
- Telegram [38]
- Discord [39]
- Gitter [40]
- Slack / Mattermost [41]
- IRC [42]
- Whatsapp [43]
- XMPP [44]

## Klienti
Element je referenční implementace klienta. Existuje mnoho dalších klientů, botů, přemostění, serverů a jiných implementací protokolu Matrix. Jejich filtrovaný seznam je v odstavci "Let's go deeper", přehled vlastností klientů pak v odstavci Features.

## Domovské servery
Domovský server je ten Matrix server, na němž si uživatel vytvořil účet. Vzorová implementace má název Synapse, a byť existuje celá řada dalších, jako jediná dosáhla produkční kvality.
K dispozici je seznam veřejný domovských serverů, není tedy nutné používat občas přetížený matrix.org.